# Француска улица
Француска улица је улица која спаја 1. и 2. арондисман града Париза.

## Назив улице
Првенствени назив улице је био Франсова улица, по првом француском краљу ренесансе Франсоа I Валоа. 

## Историја
Улица је отворена 1543. године након изградње Бургонског хотела. Првенствени назив улице била је Бургоњска улица ({{јез-фр|rue de Bourgogne}) затим улица Франсоаз  (фр. rue Françoise) да би постала Француска улица.

## Француском улицом
Улица је позната по спајању два арондисмана (1. и 2.) као и место где је одржан први састанак друптва „Пријатељи Црнаца” 1778. године.